# Larsa

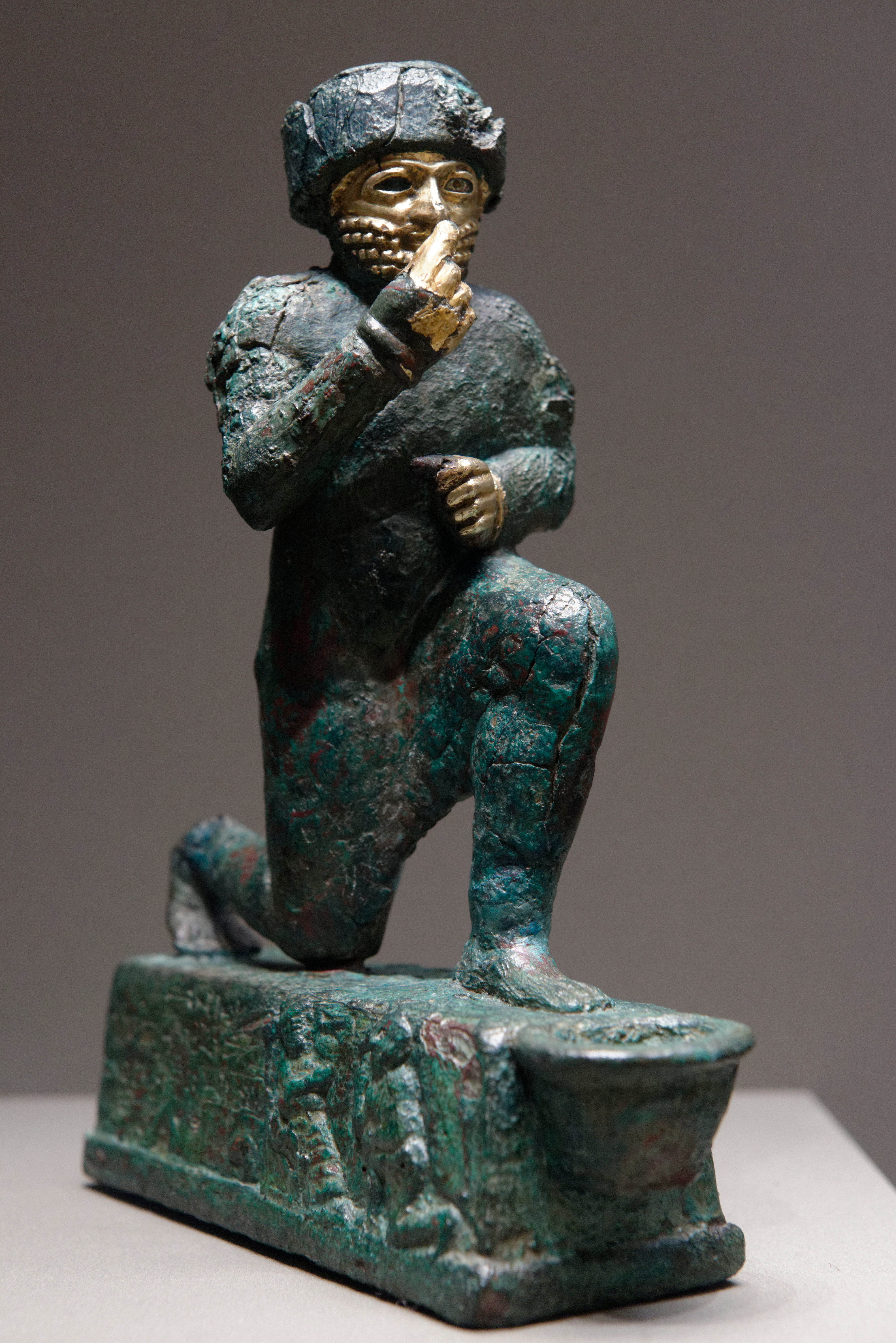
Statuetta votiva di un uomo inginocchiato, conosciuto come l'Adorante di Larsa. Dedicato da un abitante di Larsa al dio Amurru per la vita di Hammurabi. Bronzo e oro, inizio secondo millennio a.C.

Larsa (la moderna Tell as-Senkereh e la probabile città biblica di Ellasar, Genesi 14,1) fu un'importante città dell'antica Mesopotamia. 
La città giace a 24 chilometri sud-est delle rovine di Uruk (la biblica Erech), vicino alla sponda orientale del canale di 
Shatt-en-Nil (oggi moderno Iraq meridionale). A Larsa si accenna nelle iscrizioni sumeriche fin dal tempo di Ur-Gur, 2700 o 2800 a.C., che costruì o restaurò la ziggurat di E-Babbar, il tempio dedicato al dio del sole Shamash.

## Storia
Larsa divenne subito una formidabile forza politica e militare, durante l'antico periodo babilonese (circa 2000-1600 a.C.). Dopo la Terza dinastia di Ur, però, Larsa perse tutto il suo potere. Nella Mesopotamia del sud, un funzionario di Ibbi-Sin, l'ultimo re della Terza dinastia di Ur, fu assegnato da Ur a Isin, e questo diede vita a un governo che aveva la pretesa di seguire i passi della Terza dinastia. Questo re, Ishbi-Erra (ca. 2017-1985 a.C.) contribuì alla riconquista di alcune delle terre che precedentemente appartenevano alla dinastia, tra le quali vi erano le importanti città di Ur e Uruk. 
Ishbi-Erra, inoltre, riconquistò la città di Lagash, che in quel periodo controllava anche Larsa. I successivi re della Prima dinastia di Isin nominarono funzionari che governarono su Lagash; uno di questi era un amorrita di nome Gungunum, che alla fine ruppe con Isin e fondò una dinastia indipendente a Larsa. Per legittimare il suo potere e mettere in difficoltà Isin, Gungunum catturò la città di Ur. Essendo questa il principale centro di commercio con il golfo Arabo-Persiano, Isin perse un'importantissima rotta commerciale, oltre ad una delle principali città di culto. 
Oltre a questi pochi particolari, il motivo preciso della rottura di Gungunum con Isin è in gran parte sconosciuto. Un gruppo di studiosi ipotizza che la colpa sia da attribuire ai problemi interni di Isin; sembra infatti che i governanti della città non dessero un grande impulso all'irrigazione e ai sistemi agricoli. La causa poteva essere dovuta a negligenza, ma è pure evidente che riuscire ad accedere alle risorse idriche in questa regione arida fosse un problema abbastanza comune per la maggior parte della Mesopotamia del sud di questo periodo.
I due successori di Gungunum furono Abisare (ca. 1905 a.C.) e Sumul-el (ca. 1894 a.C.); entrambi presero misure contro Isin, tagliandole l'accesso ai canali. Dopo questo periodo, Isin perse rapidamente forza politica ed economica.
Larsa ebbe un notevole sviluppo, ma non arrivò mai ad estendere il proprio dominio su un grande territorio. Nel suo momento di massimo splendore, sotto il re Rim-Sin (ca. 1822-1763 a.C.), Larsa controllava soltanto altre 10-15 città-stato, nessuna delle quali posta nelle vicinanze dei territori controllati dalle altre dinastie mesopotamiche. Tuttavia, prove archeologiche rivelano progetti di enormi costruzioni e il grande sviluppo agricolo raggiunto in questa città.

## Archeologia
Loftus ha condotto i primi scavi in questo luogo nel 1854. Lui descrive le rovine come una piattaforma bassa e circolare, con una circonferenza di circa sette chilometri, che aumenta gradualmente dal livello della pianura ad un monticello centrale alto circa 24 metri. Questa rappresenta l'antica ziggurat del tempio di Shamash, che fu in parte esplorata da Loftus. Dalle iscrizioni trovate in essa sembra che, oltre ai re già accennati, anche Hammurabi, Burna-buriash e Nabucodonosor II di Babilonia restaurarono o ricostruirono il tempio di Shamash. Gli scavi a Larsa hanno portato alla scoperta di numerose iscrizioni, consistenti in tavolette d'argilla, soprattutto contratti, ma che includono anche importanti tavolette di matematica e un certo numero di tavolette che mostrano scene di vita quotidiana. Loftus ha trovato inoltre i resti di un antico cimitero babilonese. Dalle rovine sembrerebbe che Larsa cessò di essere abitata subito dopo la conquista persiana.

## I re di Larsa
- Naplanum (2025 a.C.-2004 a.C.)
- Emisum (2004 a.C.-1976 a.C.)
- Samium (1976 a.C.-1941 a.C.)
- Zabaia (1941 a.C.-1932 a.C.)
- Gungunum (1932 a.C.-1905 a.C.)
- Abisare (1905 a.C.-1894 a.C.)
- Sumuel (1894 a.C.-1865 a.C.)
- Nur-Adad (1865 a.C.-1849 a.C.)
- Sin-Iddinam (1849 a.C.-1842 a.C.)
- Sin-Eribam (1842 a.C.-1840 a.C.)
- Sin-Iqisham (1840 a.C.-1835 a.C.)
- Silli-Adad (1835 a.C.-1834 a.C.)
- Warad-Sin (1834 a.C.-1822 a.C.)
- Rim-Sin I (1822 a.C.-1763 a.C.)

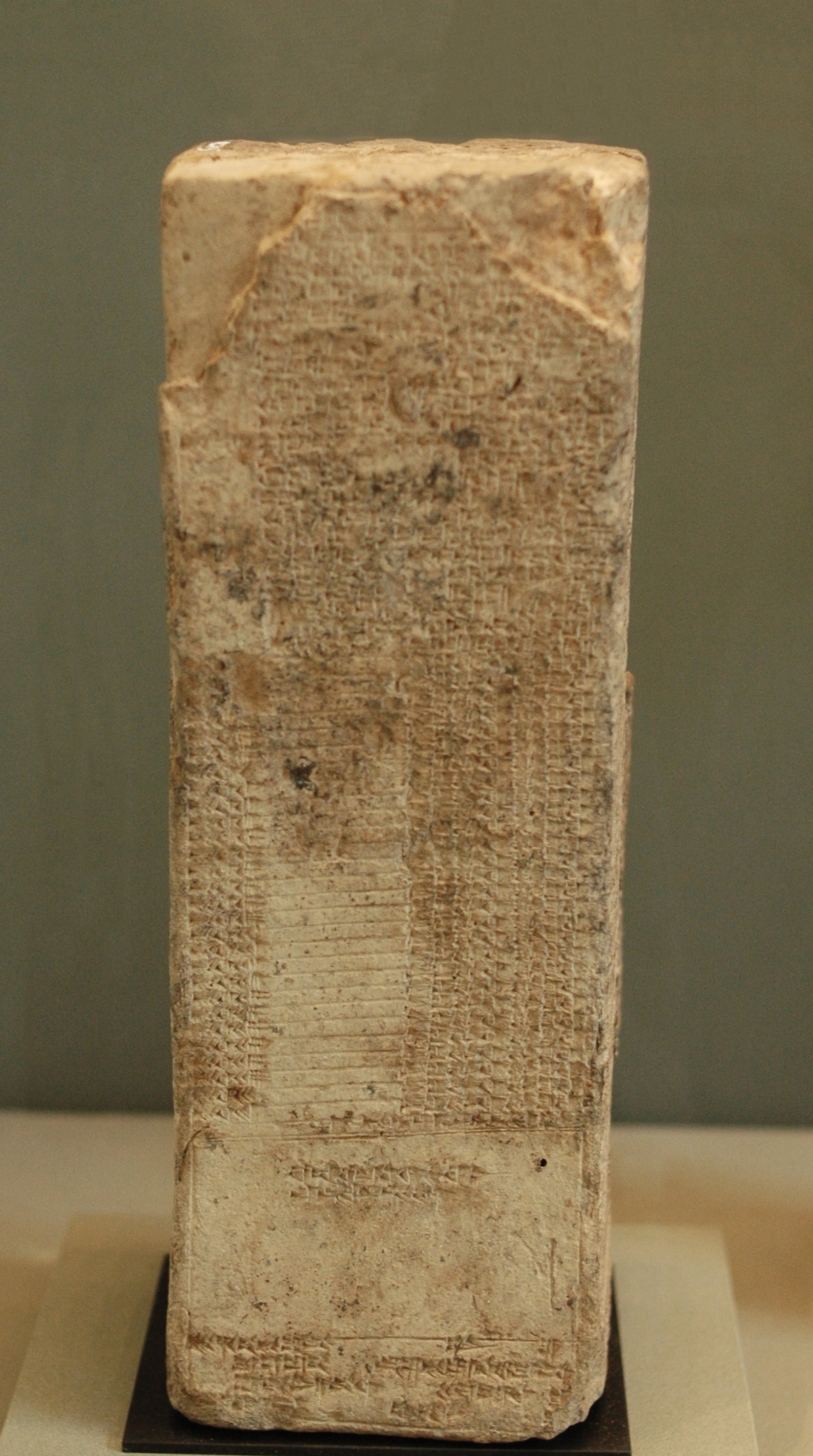
Lista dei re di Larsa in terracotta, ca. 2025–1763 a.C.

Conquistata da Babilonia (1763 a.C.-1750 a.C.)
- Rim-Sin II (...-ca. 1750 a.C.)